# Niemcy na Mistrzostwach Świata w Lekkoatletyce 2017
Niemcy na Mistrzostwach Świata w Lekkoatletyce 2017 – reprezentacja Niemiec podczas mistrzostw świata w Londynie liczyła 71 zawodników, którzy zdobyli 5 medali.

## Zdobyte medale
| Medal  | Zawodnik          | Konkurencja                | Rezultat | Data        |
| ------ | ----------------- | -------------------------- | -------- | ----------- |
| złoto  | Johannes Vetter   | rzut oszczepem             | 89,89    | 12 sierpnia |
| srebro | Carolin Schäfer   | siedmiobój                 | 6696     | 6 sierpnia  |
| srebro | Rico Freimuth     | dziesięciobój              | 8564     | 12 sierpnia |
| brąz   | Pamela Dutkiewicz | bieg na 100 m przez płotki | 12,72    | 12 sierpnia |
| brąz   | Kai Kazmirek      | dziesięciobój              | 8488     | 12 sierpnia |

## Skład reprezentacji
Mężczyźni
| Zawodnik                                          | Konkurencja                | Prerliminacje | Prerliminacje | Eliminacje | Eliminacje | Półfinał | Półfinał | Finał    | Finał   |
| Zawodnik                                          | Konkurencja                | Rezultat      | Pozycja       | Rezultat   | Pozycja    | Rezultat | Pozycja  | Rezultat | Pozycja |
| ------------------------------------------------- | -------------------------- | ------------- | ------------- | ---------- | ---------- | -------- | -------- | -------- | ------- |
| Julian Reus                                       | bieg na 100 metrów         | BYE           | BYE           | 10,25      | 26.        | NQ       | NQ       | NQ       | NQ      |
| Marc Reuther                                      | bieg na 800 metrów         | —             | —             | 1:47,78    | 33.        | NQ       | NQ       | NQ       | NQ      |
| Timo Benitz                                       | bieg na 1500 metrów        | —             | —             | 3:46,01    | 26. Q      | 3:44,38  | 23.      | NQ       | NQ      |
| Homiyu Tesfaye                                    | bieg na 1500 metrów        | —             | —             | 3:38,57    | 5. Q       | 3:39,72  | 10.      | NQ       | NQ      |
| Richard Ringer                                    | bieg na 5000 metrów        | —             | —             | 13:36,87   | 32.        | —        | —        | NQ       | NQ      |
| Matthias Bühler                                   | bieg na 110 m przez płotki | —             | —             | 13,52      | 18. q      | 13,79    | 21.      | NQ       | NQ      |
| Julian Reus Robert Hering Roy Schmidt Robin Erewa | sztafeta 4 × 100 m         | —             | —             | 38,66      | 10.        | —        | —        | NQ       | NQ      |
| Nils Brembach                                     | chód na 20 km              | —             | —             | —          | —          | —        | —        | 1:20:42  | 15.     |
| Christopher Linke                                 | chód na 20 km              | —             | —             | —          | —          | —        | —        | 1:19:21  | 4.      |
| Hagen Pohle                                       | chód na 20 km              | —             | —             | —          | —          | —        | —        | 1:20:53  | 17.     |
| Carl Dohmann                                      | chód na 50 km              | —             | —             | —          | —          | —        | —        | 3:45:21  | 10.     |
| Karl Junghannß                                    | chód na 50 km              | —             | —             | —          | —          | —        | —        | 3:47:01  | 13.     |

| Zawodnik          | Konkurencja    | Kwalifikacje | Kwalifikacje | Finał | Finał   |
| Zawodnik          | Konkurencja    | Wynik        | Pozycja      | Wynik | Pozycja |
| ----------------- | -------------- | ------------ | ------------ | ----- | ------- |
| Eike Onnen        | skok wzwyż     | 2,29         | 10. q        | 2,20  | 10.     |
| Mateusz Przybylko | skok wzwyż     | 2,31         | 4. Q         | 2,29  | 5.      |
| Raphael Holzdeppe | skok o tyczce  | 5,70         | 5. q         | NM    | –       |
| Julian Howard     | skok w dal     | 7,72         | 22.          | NQ    | NQ      |
| Max Heß           | trójskok       | DNS          | DNS          | NQ    | NQ      |
| David Storl       | pchnięcie kulą | 21,41        | 2. Q         | 20,80 | 10.     |
| Robert Harting    | rzut dyskiem   | 65,31        | 3. Q         | 65,10 | 6.      |
| Martin Wierig     | rzut dyskiem   | NM           | –            | NQ    | NQ      |
| Andreas Hofmann   | rzut oszczepem | 85,62        | 5. Q         | 83,98 | 8.      |
| Thomas Röhler     | rzut oszczepem | 83,87        | 8. Q         | 88,26 | 4.      |
| Johannes Vetter   | rzut oszczepem | 91,20        | 1. Q         | 89,89 | złoto   |

Dziesięciobój
| Zawodnik        | Konkurencja | 100 m | LJ   | SP    | HJ   | 400 m | 110H  | DT    | PV   | JT    | 1500 m  | Wynik | Pozycja |
| --------------- | ----------- | ----- | ---- | ----- | ---- | ----- | ----- | ----- | ---- | ----- | ------- | ----- | ------- |
| Mathias Brugger | Rezultat    | 11,15 | 7,18 | 14,80 | 1,90 | DNS   | –     | –     | –    | –     | –       | DNF   | DNF     |
| Mathias Brugger | Punkty      | 827   | 857  | 777   | 714  | 0     | –     | –     | –    | –     | –       | DNF   | DNF     |
| Rico Freimuth   | Rezultat    | 10,53 | 7,48 | 14,85 | 1,99 | 48,41 | 13,68 | 51,17 | 4,80 | 62,34 | 4:41,57 | 8564  | srebro  |
| Rico Freimuth   | Punkty      | 968   | 930  | 780   | 794  | 889   | 1016  | 895   | 849  | 773   | 670     | 8564  | srebro  |
| Kai Kazmirek    | Rezultat    | 10,91 | 7,64 | 13,78 | 2,11 | 47,19 | 14,66 | 45,06 | 5,10 | 62,45 | 4:38,07 | 8488  | brąz    |
| Kai Kazmirek    | Punkty      | 881   | 970  | 715   | 906  | 949   | 891   | 768   | 941  | 775   | 692     | 8488  | brąz    |

Kobiety
| Zawodniczka                                                                  | Konkurencja                   | Eliminacje | Eliminacje | Półfinał | Półfinał | Finał    | Finał   |
| Zawodniczka                                                                  | Konkurencja                   | Rezultat   | Pozycja    | Rezultat | Pozycja  | Rezultat | Pozycja |
| ---------------------------------------------------------------------------- | ----------------------------- | ---------- | ---------- | -------- | -------- | -------- | ------- |
| Gina Lückenkemper                                                            | bieg na 100 metrów            | 10,95      | 1. Q       | 11,16    | 14.      | NQ       | NQ      |
| Tatjana Pinto                                                                | bieg na 100 metrów            | DSQ        | DSQ        | NQ       | NQ       | NQ       | NQ      |
| Rebekka Haase                                                                | bieg na 200 metrów            | 22,99      | 11. Q      | 23,03    | 12.      | NQ       | NQ      |
| Laura Müller                                                                 | bieg na 200 metrów            | DNS        | DNS        | NQ       | NQ       | NQ       | NQ      |
| Ruth Spelmeyer                                                               | bieg na 400 metrów            | 51,72      | 16. q      | 51,77    | 14.      | NQ       | NQ      |
| Christina Hering                                                             | bieg na 800 metrów            | 2:01,13    | 11. q      | 2:02,69  | 22.      | NQ       | NQ      |
| Hanna Klein                                                                  | bieg na 1500 metrów           | 4:09,32    | 30. Q      | 4:04,45  | 7. Q     | 4:06,22  | 11.     |
| Konstanze Klosterhalfen                                                      | bieg na 1500 metrów           | 4:03,60    | 10. Q      | 4:06,58  | 16.      | NQ       | NQ      |
| Alina Reh                                                                    | bieg na 5000 metrów           | 15:10,01   | 17.        | —        | —        | NQ       | NQ      |
| Katharina Heinig                                                             | maraton                       | —          | —          | —        | —        | 2:39:59  | 39.     |
| Fate Tola                                                                    | maraton                       | —          | —          | —        | —        | 2:33:39  | 22.     |
| Pamela Dutkiewicz                                                            | bieg na 100 m przez płotki    | 12,74      | 4. Q       | 12,71    | 3. Q     | 12,72    | brąz    |
| Nadine Hildebrand                                                            | bieg na 100 m przez płotki    | 13,14      | 24.        | NQ       | NQ       | NQ       | NQ      |
| Ricarda Lobe                                                                 | bieg na 100 m przez płotki    | 13,08      | 21. q      | 13,11    | 17.      | NQ       | NQ      |
| Jackie Baumann                                                               | bieg na 400 m przez płotki    | 57,59      | 34.        | NQ       | NQ       | NQ       | NQ      |
| Gesa Felicitas Krause                                                        | bieg na 3000 m z przeszkodami | 9:39,86    | 15. Q      | —        | —        | 9:23,87  | 9.      |
| Tatjana Pinto Lisa Mayer Gina Lückenkemper Rebekka Haase                     | sztafeta 4 × 100 m            | 42,34      | 3. Q       | —        | —        | 42,36    | 4.      |
| Ruth Spelmeyer Nadine Gonska Svea Köhrbrück Laura Müller Hannah Mergenthaler | sztafeta 4 × 400 m            | 3:26,24    | 5. Q       | —        | —        | 3:27,45  | 6.      |

| Zawodniczka                | Konkurencja    | Kwalifikacje | Kwalifikacje | Finał | Finał   |
| Zawodniczka                | Konkurencja    | Wynik        | Pozycja      | Wynik | Pozycja |
| -------------------------- | -------------- | ------------ | ------------ | ----- | ------- |
| Marie-Laurence Jungfleisch | skok wzwyż     | 1,92         | 11. q        | 1,95  | 4.      |
| Friedelinde Petershofen    | skok o tyczce  | 4,20         | 20.          | NQ    | NQ      |
| Lisa Ryzih                 | skok o tyczce  | 4,55         | 2. q         | 4,65  | 5.      |
| Silke Spiegelburg          | skok o tyczce  | 4,35         | 14.          | NQ    | NQ      |
| Claudia Salman             | skok w dal     | 6,52         | 6. q         | 6,54  | 10.     |
| Alexandra Wester           | skok w dal     | 6,27         | 23.          | NQ    | NQ      |
| Neele Eckhardt             | trójskok       | 14,07        | 11. q        | 13,97 | 12.     |
| Kristin Gierisch           | trójskok       | 14,25        | 5. Q         | 14,33 | 5.      |
| Sara Gambetta              | pchnięcie kulą | 17,71        | 13.          | NQ    | NQ      |
| Julia Harting              | rzut dyskiem   | 61,70        | 11. q        | 61,34 | 9.      |
| Nadine Müller              | rzut dyskiem   | 63,35        | 6. Q         | 64,13 | 6.      |
| Anna Rüh                   | rzut dyskiem   | 60,78        | 14.          | NQ    | NQ      |
| Kathrin Klaas              | rzut młotem    | 70,33        | 12. q        | 68,91 | 11.     |
| Susen Küster               | rzut młotem    | 62,33        | 30.          | NQ    | NQ      |
| Christin Hussong           | rzut oszczepem | 60,86        | 17.          | NQ    | NQ      |
| Katharina Molitor          | rzut oszczepem | 65,37        | 3. Q         | 63,75 | 7.      |

Siedmiobój
| Zawodniczka     | Konkurencja | 100H  | HJ   | SP    | 200 m | LJ   | JT    | 800 m   | Wynik | Pozycja |
| --------------- | ----------- | ----- | ---- | ----- | ----- | ---- | ----- | ------- | ----- | ------- |
| Claudia Salman  | Rezultat    | 13,52 | 1,74 | 12,84 | 23,92 | 6,55 | 40,70 | 2:07,37 | 6362  | 8.      |
| Claudia Salman  | Punkty      | 1047  | 903  | 717   | 988   | 1023 | 681   | 1003    | 6362  | 8.      |
| Carolin Schäfer | Rezultat    | 13,09 | 1,86 | 14,84 | 23,58 | 6,20 | 49,99 | 2:15,34 | 6696  | srebro  |
| Carolin Schäfer | Punkty      | 1111  | 1054 | 850   | 1021  | 912  | 860   | 888     | 6696  | srebro  |